# Paul Thesing
Paul Thesing, né le 18 avril 1882 à Anholt et mort le 6 décembre 1954 à Darmstadt, est un artiste peintre, dessinateur, illustrateur et caricaturiste allemand.

## Biographie
Après avoir amorcé des études à Zurich pour être chimiste, Paul Thesing se découvre une passion pour le dessin et commence, vers 1907, à collaborer avec le journal satirique suisse proche des milieux socialistes, Der Neue Postillon.
Thesing gagne une belle réputation dans le milieu helvétique de la presse illustrée engagée et rejoint en 1908 le Nebelspalter, un hebdomadaire libéral, anticlérical et progressiste. Puis il décide de s'installer à Paris, fréquentant le cercle des artistes allemands qui se réunissaient au Café du Dôme, boulevard du Montparnasse, et parmi lesquels l'on trouvait Rudolf Levy, Hans Purrmann, Oskar Moll, Friedrich Ahlers-Hestermann (1883-1973), Franz Nölken (1884-1918), Rudolf Grossmann et Albert Weisgerber. Thesing produit entre autres pour L'Assiette au beurre, un numéro consacré aux « maternités », puis, en 1912, un numéro intitulé « Les peaux humaines ». En 1910, il expose au Salon des humoristes. En 1913, à Düsseldorf, il participe à l'exposition des « Dômiers » qu'organise la galerie Alfred Flechteim, avec les peintres allemands ayant vécu à Paris, rejoint également par Jules Pascin.
Durant la Première Guerre mondiale, Thesing s'installe à Majorque, publiant quelques caricatures dans des périodiques espagnols. En 1920, il part pour Darmstadt, où durant près de dix ans il fait carrière dans l'édition illustrée et joue un rôle important sur la scène artistique de la région, tentant de réactiver la « Darmstäter Sezession », en lien à la fois avec les tenants de Nouvelle Objectivité et le courant expressionniste, recevant le prix Georg Büchner en 1924 pour son travail ; puis il expose pour la première fois ses œuvres en 1926 au palais de la Künstlerkolonie. Le journal Hessischen Volksfreund publie ses caricatures.
Il quitte l'Allemagne en 1929 et part vivre tour à tour en France (Collioure), en Espagne et en Italie, puis entre Ibiza et Ischia (1936-1939). On le retrouve ensuite à Berlin entre 1940 et 1943, décorateur de films pour la société de production cinématographique Tobis Film : il collabore à Die Entlassung (1942, de Wolfgang Liebeneiner), Das Bad auf der Tenne (1943, de Volker von Collande) et Philharmoniker (1944, de Paul Verhoeven). 
En 1945, il revient vivre à Darmstadt, participe à la reconstruction de la ville sur le plan culturel, devient enseignant, et co-fonde l'école d'art de la ville, sur le modèle des ateliers libres de formations artistiques parisiens, tout en continuant à produire des caricatures. Il fut le premier président de la « Neuen Darmstädter Sezession ».